# San Marinese Communistische Partij
De San Marinese Communistische Partij (Italiaans: Partito Comunista Sammarinese, PCS) was een communistische politieke partij in San Marino.
De partij werd opgericht in 1941 en was al snel de grootse oppositiepartij van de regerende San Marinese Christendemocratische Partij. Van 1945 tot 1957 regeerden zij samen in een coalitie met de San Marinese Socialistische Partij. In 1973 en in 1986 vormden ze een coalitie met de Christendemocratische Partij.